# 블랙 썬데이 (1977년 영화)
《블랙 썬데이》(영어: Black Sunday)는 미국에서 제작된 존 프랭컨하이머 감독의 1977년 액션 스릴러 영화이다. 로버트 쇼 등이 출연하였고, 로버트 에번스 등이 제작에 참여하였다.

## 출연진
- 로버트 쇼
- 브루스 던
- 마르트 켈레르
- 프리츠 위버
- 스티븐 키츠
- 베킴 페흐미우
- 마이클 V. 가조
- 윌리엄 대니얼스
- 발터 고텔
- 빅터 캠포스
- 조 로비
- 로버트 워슬러
- 월터 브룩
- 클라이드 구사쓰
- 샌 와이언

## 기타 제작진
- 총괄 제작: 로버트 L. 로즌
- 협력 제작: 앨런 러빈
- 의상: 레이 서머스